# AO Xánthi
Az AO Xánthi (görögül: ΑΟ Ξάνθη, nemzetközi nevén: Xanthi FC) egy görög labdarúgócsapat, székhelye Xánthiban található. 
Jelenleg a görög élvonalban szerepel, legjobb eredményét a 2004–2005-ös szezonban érte el, amikor a negyedik helyen zárt.
A Skoda Xánthi a Xánthi AÓ sportegyesület labdarúgó-szakosztálya.

## Korábbi elnevezései
- 1967–1992: Xánthi AÓ

1992 óta jelenlegi nevén szerepel.

## Története

### Európaikupa-szereplés

#### Összesítve
| Kupa       | J | Gy | D | V | Rg | Kg |
| ---------- | - | -- | - | - | -- | -- |
| UEFA-kupa  | 6 | 0  | 2 | 4 | 4  | 14 |
| Összesítve | 6 | 0  | 2 | 4 | 4  | 14 |

#### Szezonális bontásban
| Idény     | Kupa      | Forduló    | Klub             | 1. mérk. | 2. mérk. | Össz. |
| --------- | --------- | ---------- | ---------------- | -------- | -------- | ----- |
| 2002–2003 | UEFA-kupa | 1. forduló | SS Lazio         | 0–4      | 0–0*     | 0–4   |
| 2005–2006 | UEFA-kupa | 1. forduló | Middlesbrough    | 0–2      | 0–0*     | 0–2   |
| 2006–2007 | UEFA-kupa | 1. forduló | Dinamo Bucureşti | 3–4      | 1–4*     | 4–8   |

Megj.:
*-gal a hazai mérkőzéseket jelöltük.

## Külső hivatkozások
- A Skoda Xánthi hivatalos honlapja (görögül)
- A Skoda Xánthi adatlapja az uefa.com-on (angolul)